# Царева ћуприја (Београд)
Царева ћуприја је део Београда, који припада територији општине Чукарица, налази се између насеља Сењак, односно Точидерске реке и београдског насеља Баново брдо.

## Географија
Царева ћуприја се налази на око 7,5 km југозападно од центра града Београда, са којим је повезује трамвајска линија број 3, која саобраћа на релацији Омладински стадион - Кнежевац.

## Спорт
На Царевој ћуприји се налази београдски хиподром, као и најстарији фубалски клуб у Београду — БАСК, који се такмичи у трећем рангу српског фудбала, у Српској лиги Београд, где у сезони 2018/19. заузима последње, 16. место.

## Угоститељство
Царева ћуприја може да се похвали једним од најстаријих и најбољих ресторана у граду, који носи назив овог дела града - Ресторан Царева ћуприја. Налази се у Булевару Војводе Мишића број 79.